# Застава Јукона
Застава Јукона је тробојка, са три једнака вертикална поља (од јарбола) зелене, беле и плаве боје. На белом пољу налази се грб Јукона, окружен биљком  Epilobium angustifolium, која је цветни амблем територије.